# Vereenigd Tooneel
Het Vereenigd Tooneel was een toneelgezelschap in Amsterdam dat heeft bestaan van 1924 tot 1930.
Het gezelschap ontstond uit een fusie van de toneelgroepen de Haghespelers in 't Voorhout van Eduard Verkade en Comoedia van Dirk Verbeek en Bets Ranucci-Beckman. Verkade en Verbeek vormden samen de directie van het nieuwe ensemble, dat de vaste bespeler werd van de Stadsschouwburg in Amsterdam.
Tot de acteurs behoorden Hetty Beck, Greta Braakensiek, Albert van Dalsum, Sara Heyblom, Minny ten Hove, Paul Huf, David Jessurun Lobo, Johan Kaart, Mientje Kling, Charlotte Köhler, Cees Laseur en Else Mauhs.
Bij de verlenging van het mandaat als vaste bespeler van de Amsterdamse Stadsschouwburg in 1929 ontstonden problemen. Verbeek wilde samen met Louis Saalborn het slapende Nederlandsch Tooneel nieuw leven inblazen. Zij solliciteerden naar het mandaat. Verkade besloot daarop samen met Van Dalsum een nieuw te gezelschap te formeren, het Amsterdamsch Tooneel. Ook zij solliciteerden. In 1930 gunde de gemeenteraad de bespeling van de Stadsschouwburg zowel aan dit gezelschap als aan het Nederlandsch Tooneel. Deze gang van zaken betekende het einde van het Vereenigd Tooneel.